# Yannick Bangala Litombo
Yannick Bangala Litombo (Kinshasa, 12 aprile 1994) è un calciatore della Repubblica Democratica del Congo, difensore del Motema Pembe.

## Carriera

### Nazionale
Ha esordito con la Nazionale nel 2013.